# Assyrierna under första världskriget
Assyrierna under första världskriget var mellan 1916 och 1918 först allierade till Ryssland, senare till Storbritannien. Noterbart är att folkmordet Seyfo hade påbörjats 1914, det vill säga långt innan avtal slöts med de allierade.

## Alliansen med Ryssland
Storfurst Nikolaj, ryska arméns överbefälhavare, bjöd in den assyriske patriarken Mar Shimun Benjamin, till Tiflis, den 2 januari 1916. Under patriarkens tiodagarsbesök mottogs han även av tsaren. 
Assyriernas militära uppgift var att säkra de ryska truppernas försörjning, som kom över järnvägslinjen Tiflis-Tabriz och gick vidare västerut i riktning mot Van. Med hjälp av rysk utrustning, egna och ryska officerare, så hade de assyriska stammarna organiserat sig och bildat väpnade förband. Som militärexpedition skulle den assyriska kontingenten återerövra gamla bosättningar. Under sommaren pågick en rad assyriska militärexpeditioner som säkrade Salamas, dit assyriska flyktingar då kunde återvända. De assyriska hjälparméerna hade hjälpt ryssarna i deras militära framgångar i det turkiska Armenien och återupprättandet av den nordöstra flanken längs Urmiehsjön. Assyrierna stod under befäl av Mar Shimun Benjamin och dennes broder David Beth Mar Shimun. De hade ryska officerare som militära rådgivare, samt fick sold och förplägnad som de ryska trupperna. Mellan 1914 och 1918 företogs sammanlagt fjorton militärexpeditioner mot fientliga kurder. Dessa strider vann assyrierna, och ur hjälptrupperna bildades senare tre assyriska bataljoner under befäl av den ryske översten Kuzmin. 
Den ryska revolutionen krigsåret 1917 innebar dock konsekvenser för denna allians. Alla de tsaristiska och borgerliga regeringarnas fördrag, som slutits under kriget, annullerades. Det ledde till att den rysk-assyriska alliansen tog slut, och ett officiellt avskedstagande, mellan generalöverste Semjonov, patriarken och några överstar, ägde rum den 24 november 1917, det vill säga tre veckor efter revolutionen. Semjonov försäkrade patriarken att ett kosackregemente skulle stanna kvar i Urmiehgarnisonen. En grupp ryska officerare beslutade sig för att stanna. Detta ledde till att en liten armé av assyrier och armenier kunde organiseras. Den starkaste enheten i denna armé, var den assyriska bataljonen som bestod av 4 000 man. General Agha Petros, patriarken och hans bros David, och kosacköversten Kondatov bildade kommandostab i Urmieh.

## Alliansen med Storbritannien
Efter att ryssarna dragit sig tillbaka från Turkiet och Persien, började engelsmännen ta över ryssarnas ställning i Persien. Engelsmännen ville bilda en assyrisk-kurdisk allians, men flera assyriska ledare varnade för den. Den 16 mars 1918 kom det dock till stånd ett möte i Kohin Shahir, mellan patriarken Mar Shimun och kurdledaren. Efter ett vänskapligt samtal lämnade patriarken och hans män mötet. Närvaron av fyra ryska officerare kunde dock inte hindra att kurden Ismail ”Simko” –agha, Shekakkurdernas ledare, att skjuta Mar Shimun i ryggen när han lämnade mötet. Det var perserna som hade planerat detta mord, och Simko Agha gick med på att gillra denna fälla. Nu hade assyrierna förlorat sitt andliga överhuvud och högsta auktoritet i alla världsliga angelägenheter. Detta försvagade assyrierna. Assyrierna hämnades med ett fälttåg mot shekkak-kurderna, som även drabbade många kurdiska byar i omgivningen av Kohin Shahir. I april 1918 anföll turkarna Urmieh. Men assyrierna ledda av Agha Petrus, vann striden och tog 500 turkar till fånga. 50 000 assyrier, var omringade i staden, tillgången på vapen och ammunition var begränsad. Missionären Shedd, amerikansk vicekonsul i Urmieh, köpte illegala vapen till assyrierna från ACASR:s hjälpkassa. Den 8 juli 1918 landade den engelske flygofficeren K M Pennington i Urmieh för att upprätta den militära kontakten som den brittiske underrättelseofficeren Garcey lovat i december 1917. Assyrierna lovades vapenleveranser och förstärkningar inom två veckor och under tiden skulle assyrierna försvara det persisk-turkiska frontavsnittet av egen kraft. För dessa insatser lovades assyrierna att kunna återvända till alla sina bosättningar och återställa sin autonomi under allierat beskydd. Löften som senare visade sig vara tomma. Även den engelska hjälpen uteblev och assyrierna hade inget val än att lämna Urmieh. 70 000 assyrier och 10 000 armenier, som hade strömmat samman från landsbyarna, beslöt att lämna Urmieh och gå söderut för att söka skydd hos engelsmännen. Turkiska trupper och kurder förföljde de flyende och massakrerade 20 000. Engelsmännen kom dock till assyriernas undsättning och gjorde sitt bästa för att skydda de 50 000 flyktingarna mot turkarna och kurderna. Noterbart är att 60 000 assyrier hade stannat kvar i Urmieh, där de utsattes för folkmord. De 50 000 flyktingarna fördes först till Hamadan, sedan till Bakuba utanför Bagdad. Därmed infriades inte löftet att assyrierna skulle återvända till sina gamla bosättningar i Persien och Turkiet. Dock bildades fyra assyriska frivilligbataljoner.         
1919 möttes segrarmakterna i Paris, för att genomföra en nyuppdelning av de statsbildningar som brutit samman under världskriget. Assyrierna som hade kämpat på ryssars och engelsmäns sida som deras ”minsta allierade” och ljutit strömmar av blod, fick inte igenom ett enda krav. Kraven var ett autonomt område, ett land som skulle heta Assyrien, och krigsskadestånd av turkarna. Det assyrierna tillerkändes var bara en status som en religionsgrupp, som var en relik från kalifens tid.
De assyriska flyktingarna från Hakkari stannade i Irak, de hade ingen bosättningsrätt norr om det engelska mandatet Iraks gräns. De som härstammade från Persien fick återvända 1923 och en annan del levde i Syrien och Libanon, som franska mandarområden. Många utvandrade även till Amerika. Assyrierna fick en ny uppgift av engelsmännen i Irak: att hålla araber och kurder under militär kontroll. 
1930 beslöt England att avsluta sitt mandat i Irak. Assyrierna protesterade och vägrade militär lydnad. De ville ha autonomi i norra Irak.  Men Nationernas förbund avslog dessa petitioner 190-1932. Istället beviljades Irak självständighet och 1932 blev det medlem av Nationernas förbund. Irak utförde sedan en massaker på assyrierna i Dohuk och Semile (se vidare artikeln Simelemassakern) i augusti 1933. Denna massaker leddes av den irakiska (kurdiska) generalen Bakr Sidqi, som senare hyllades på Bagdads gator. Frankrike och England anklagade varandra för massakern, senare gjorde den engelska representanten sir Humphrey assyrierna själva ansvariga för den. Assyrierna hamnade i flyktingläger och tiotusentals lämnade Irak 1937.

## Citat
Sir Percey Cox, guvernör i Irak till 1924:
| ”                                                                                          | ... Assyrierna, omkring 35 000 var det viktigaste elementet (i Persien och Irak), för de erkändes som Englands allierade under kriget... Det gavs definitiva löften till dem, om att de efter krigets slut skulle få bosätta sig under engelskt skydd, och deras områden låg omedelbart intill det land, som stod under vår förvaltning. | „ |
| – Sir Percey Cox; Officiell rapport om förvaltningen av Irak, oktober 1920 till mars 1922. | |   |

Vasilij Nikitin, tidigare rysk konsul i Urmieh (Persien):
| ” | På anmodan av general Agha Petros, president i assyro-kaldeiska nationalrådets exekutivkommitté, intygar jag att kapten Gracey, som medlem i den engelska militärmissionen i Kaukasusarméns generalstab ansvarig för Armenien och Kurdistan, i slutet av 1917 kom från Van till Urmieh. Han sammankallade en hemlig konferens, i vilken assyrier och utländska representanter deltog, och uppmanade assyrierna att delta i striderna. Han lovade dem sin regerings finansiella och politiska stöd under kriget och vid de avslutande fredsförhandlingarna. På önskemål av kapten Gracey understödde jag honom i min egenskap av rysk konsul och förklarade tillsammans med de andra utländska representanterna, att assyrierna efter deltagandet i stridshandlingarna skulle få sin välförtjänta oavhängighet. | „ |
| – Vasilij Nikitin, Paris, 15 mars 1922; Vittnesutsaga om den engelsk-assyriska alliansen, angiven efter världskriget i anslutning till förslaget i Nationernas förbund (1922), källa: Malik Yusuf, "The British Betrayal of the Assyrians (Documentation)", Chicago 1935. | |   |

Madariaga, känd spansk historiker, diplomat och politiker skrev en generation senare:
| ”                                                                       | Efter månader och år av bemödanden, som grundades på en märkvärdig blandning av god vilja, klokhet, listiga kombinationer, människokärlek, nationell utveckling och Gud vet vad, rann den assyriska frågan ut i sanden, delvis i Iraks öknar, delvis i Syriens och delvis i nationernas förbunds akter. | „ |
| – Salvador de Madariaga (1886-1978); ”Morgen ohne Mittag”, Berlin 1972. | |   |